# Marco Cappato
Marco Antonio Cappato (Milano, 25 maggio 1971) è un politico e attivista italiano, tesoriere dell'Associazione Luca Coscioni, fondatore e co-presidente di Eumans e già esponente dei Radicali Italiani.
Promotore del Congresso mondiale per la libertà di ricerca e della campagna Eutanasia legale, è stato eurodeputato radicale eletto nella Lista Emma Bonino, iscritto al gruppo ALDE, è stato Consigliere comunale e metropolitano a Milano e presidente di Radicali Italiani. Giornalista pubblicista dal 2012, cura l'edizione domenicale della rassegna stampa di Radio Radicale "Stampa e regime" dal 2007.
Nel 2022 è stato insignito dal Comune di Milano dell'Ambrogino d'Oro.
Ha ottenuto popolarità sul piano politico e sociale soprattutto per la vicenda di DJ Fabo (al secolo Fabiano Antoniani), uomo tetraplegico in seguito ad un incidente, che Cappato ha accompagnato in Svizzera per potergli permettere il suicidio assistito.

## Biografia
Nato il 25 maggio 1971 a Milano e cresciuto a Monza, frequenta le scuole elementari al collegio cattolico Villoresi San Giuseppe e le scuole medie statali a Vedano al Lambro. Gioca a pallacanestro nella Forti e Liberi Monza. Nel 1982 è selezionato dal Children's International Summer Villages (UNESCO) per un soggiorno a Göteborg con ragazzi di tutto il mondo. Dopo aver conseguito la maturità classica al Liceo Ginnasio B. Zucchi di Monza nel 1989, si laurea a pieni voti in Economia all'Università Bocconi nel 1994 con una tesi sulle "strategie di internazionalizzazione delle imprese non profit".

### Gli inizi nei Radicali: Monza, Bruxelles, New York
Di famiglia radicale, nel 1990 si iscrive al Coordinamento radicale antiproibizionista e nel 1991 al Partito radicale. Conosce Marco Pannella in occasione della campagna per le elezioni comunali del 1992 a Monza (il fratello Massimo è candidato e poi eletto della Lista Pannella). Partecipa al Congresso del Partito radicale nel febbraio 1993 e alle raccolte firme referendarie di quegli anni. Dal 1993 ricopre gli incarichi di Consigliere generale del "Movimento dei Club Pannella", di cui diviene segretario nazionale nel 1994.
A gennaio 1995 interrompe l'attività aziendale e si trasferisce a Bruxelles per collaborare con il Gruppo dell'Alleanza Radicale Europea e gli eletti della Lista Pannella al Parlamento europeo. Diventa consigliere generale del Partito Radicale ed è impegnato nelle campagne antiproibizioniste e libertarie.
Nel 1996 a Bruxelles, in seguito ad una manifestazione non autorizzata davanti alla sede del quotidiano belga Le Soir contro la censura tenuta nei confronti del congresso del Coordinamento Radicale Antiproibizionista (di cui in quell'anno è divenuto tesoriere), Marco Cappato è arrestato dalla polizia belga insieme ad una trentina di attivisti radicali, e tenuto nel carcere di Bruxelles per alcune ore.
Nel 1997 e nel 1998 è il responsabile del Partito Radicale Transnazionale alle Nazioni Unite di New York, da dove conduce la campagna antiproibizionista (partecipa con Marco Perduca alla Sessione Speciale dell'Assemblea generale sulle droghe,  UNGASS., dall'8 al 10 giugno 1998) e la campagna per l'istituzione del Tribunale penale internazionale. Durante la  Conferenza diplomatica. che porterà dal 15 giugno al 17 luglio 1998 all'adozione dello Statuto di Roma, l'azione di Cappato è notata dal Washington Post. Dal gennaio 1999 (anno in cui è eletto europarlamentare) al luglio 2001 è Coordinatore del "Comitato dei Radicali per la rivoluzione liberale e gli Stati Uniti d'Europa", il soggetto di coordinamento di tutte le organizzazioni dell'area Radicale che terrà nel 2000 le prime elezioni online degli organi dirigenti di un movimento politico.
Nel 2000 si candida con la Lista Bonino Pannella alla Presidenza della Regione Veneto, ottenendo il 2,5%.

### Primo mandato al Parlamento europeo

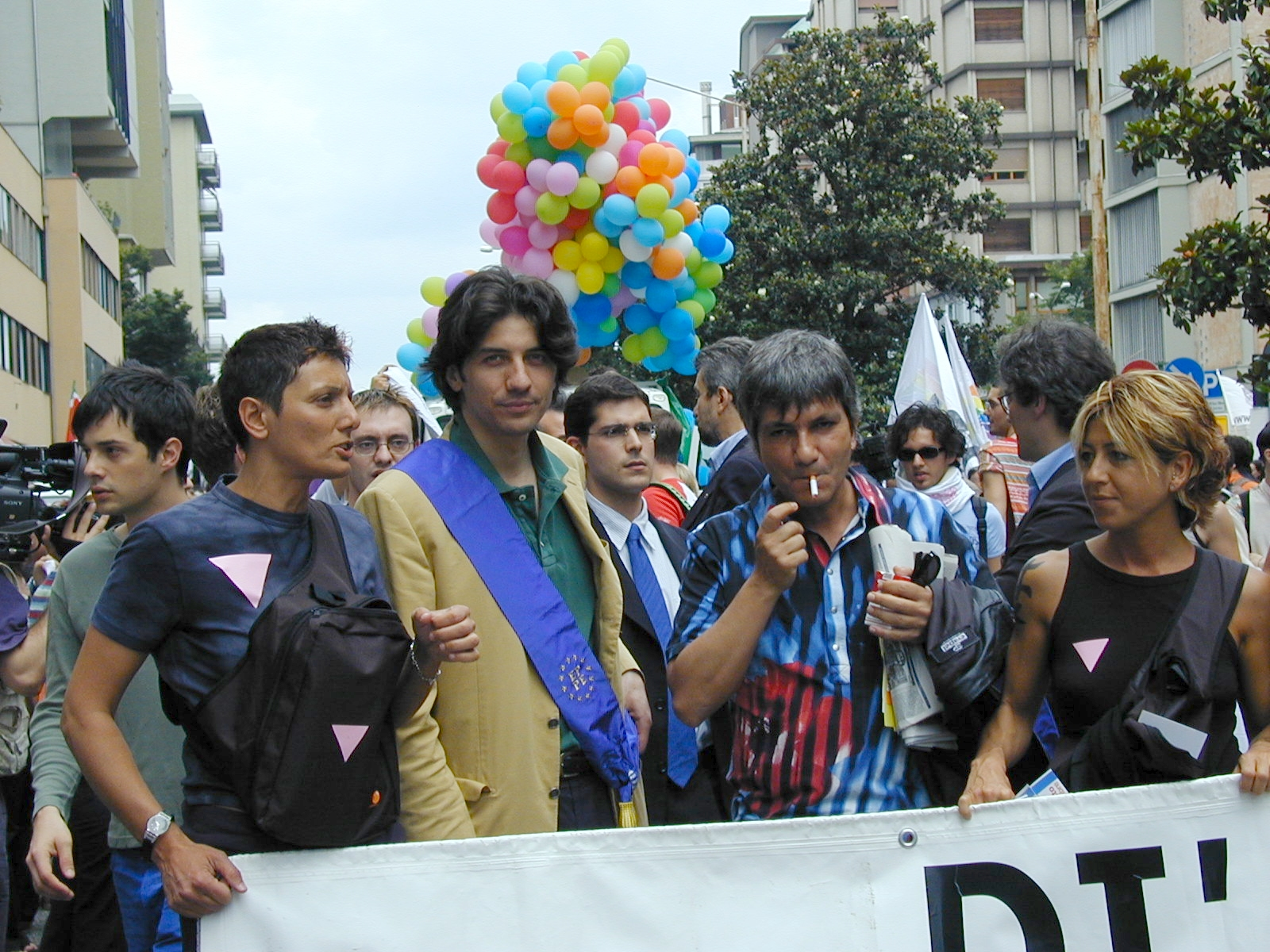
Marco Cappato (secondo da sinistra) al Gay Pride di Padova del 2002 tra Imma Battaglia, Daniele Capezzone e Nichi Vendola.

A giugno 1999 viene eletto europarlamentare della Lista Emma Bonino, carica che ricoprirà fino alle elezioni del 2004, e che tornerà a ricoprire nel maggio 2006 subentrando ad Emma Bonino, nel frattempo nominata Ministra del commercio internazionale nel Governo Prodi II.
Da deputato è attivo in particolare sulle questioni delle "libertà digitali" ed è relatore del Parlamento europeo per la Direttiva sulla "privacy nelle comunicazioni elettroniche". Il suo lavoro contro le proposte di sorveglianza generalizzata delle comunicazioni elettroniche gli vale l'attribuzione del premio "Europeo dell'anno" da parte del settimanale di affari europei European Voice. Nella motivazione per la nomination si legge: "per la sua leadership nella campagna per la protezione della privacy, in particolare per mantenere protetti i dati personali dei cittadini nel momento in cui Unione europea e Stati Uniti hanno intrapreso la guerra contro il terrorismo".
Cappato versò il premio di 5.000 euro all'"Associazione Luca Coscioni per la libertà di ricerca scientifica. Sempre per l'impegno contro leggi europee di sorveglianza riceve la nomination per il premio "politico dell'anno" da parte della rivista statunitense Wired. È anche relatore parlamentare sulla Decisione UE sugli "attacchi contro i sistemi d'informazione" e sul "riutilizzo delle informazioni detenute dalle amministrazioni pubbliche".
Nel dicembre 2001, per manifestare l'opposizione a una lunga serie d'arresti per possesso di piccole quantità di cannabis avvenuti in Gran Bretagna in quel periodo, insieme all'europarlamentare britannico Chris Davies si sottopone volontariamente all'arresto a Manchester con un'azione nonviolenta di disobbedienza civile contro le leggi britanniche che vietano il possesso di droghe ad uso personale. Sconta per questo quattro giorni di detenzione nel carcere "Strangeways" della città britannica.
Da marzo a novembre 2002 è stato presidente della direzione del Partito Radicale Transnazionale. Dall'ottobre 2002 è Coordinatore dei Parlamentari per l'Azione Antiproibizionista, un centinaio di legislatori da tutto il mondo per la riforma delle convenzioni internazionali sulle droghe. Nel 2003, per proporre a Governi e Parlamenti la legalizzazione delle droghe e la riforma delle Convenzioni ONU visita Messico (Conferenza a Merida dell'11 marzo), Costa Rica, Colombia, Perù, Argentina, Uruguay e Brasile, insieme a Marco Perduca.

### Rapporti con l'esperanto
Il 12 febbraio 2004, in qualità di membro del Parlamento europeo, presenta un'interrogazione scritta (E-0537/04) alla Commissione Europea. Il titolo era "Il ruolo dell'esperanto per preservare efficacemente l'eguaglianza linguistica". Ha ricordato che durante un dibattito parlamentare il 13 gennaio dello stesso anno, l'allora commissario UE Viviane Reding aveva affermato che (tradotto dal francese) "...il multilinguismo dovrebbe includere anche quelle nostre lingue che non sono lingue ufficiali, ma in nessun caso l'esperanto, poiché abbiamo abbastanza lingue vive che sono in difficoltà per creare, oltre a ciò, lingue artificiali". Egli chiese, tra l'altro, alla Commissione di spingere gli Stati membri ad agire per assecondare l'appello della Conferenza Generale dell'Unesco (23 C/114), a " ... introdurre un programma di studio sul problema linguistico e sull'esperanto nelle proprie scuole ed istituzioni di educazione superiore".
Nella sua risposta del 19 marzo 2004 la Sig.ra Reding a nome della Commissione UE rispose in relazione all'appello dell'UNESCO affinché, secondo il trattato UE, la Comunità europea agisca “rispettando pienamente la responsabilità degli Stati membri in merito ai contenuti dell’insegnamento e all’organizzazione del sistema educativo così come la loro diversità culturale e linguistica”. Secondo la risposta però, pur restando aperta alla collaborazione con l’Unesco, la Commissione Ue rispose che non intendeva prendere iniziative particolari a favore dell'introduzione “di un programma di studio sul problema linguistico e sull'esperanto nelle scuole e negli istituti di insegnamento superiore”.

### Elezioni online, l'incontro con Luca e il sostegno a Piergiorgio Welby

Logo dell'Associazione Luca Coscioni.

Dopo l'incontro dei Radicali con Luca Coscioni, il ricercatore universitario malato di sclerosi laterale amiotrofica che, in occasione delle elezioni online del 2000, investe il partito dell'urgenza di una campagna per la libertà di ricerca scientifica, anche Marco Cappato si occupa direttamente della questione. Durante il suo mandato parlamentare si impegna con successo per sbloccare i fondi europei destinati alla ricerca sulle cellule staminali da embrioni sovrannumerari.
Nel 2004 viene eletto segretario dell'Associazione Luca Coscioni per la libertà di ricerca scientifica, fa parte dei Comitati promotori dei referendum abrogativi della nuova legge sulla fecondazione assistita ed è coordinatore delle iniziative elettorali e referendarie dell'area radicale e radical-liberale in occasione delle elezioni europee del 2004. Nel maggio 2004 compie un'azione di disobbedienza civile al Decreto Urbani, collegandosi a una rete di scambio peer-to-peer, da dove scarica la versione non distribuita in Italia del film Blade runner ed autodenunciandosi e viene identificato dalla Polizia Postale.
Come segretario dell'Associazione Luca Coscioni per la libertà della ricerca scientifica, Marco Cappato è tra i promotori del Congresso mondiale per la libertà di ricerca scientifica e ne rimane il coordinatore.
Nel 2005 è stato rieletto segretario dell'Associazione Luca Coscioni. È stato candidato alle politiche del 9 e 10 aprile nelle liste della Rosa nel Pugno per la camera dei deputati ed è stato conseguentemente proclamato eletto per la circoscrizione Piemonte I.
A settembre 2006, su iniziativa di Marco Pannella, sostiene il radicale Piergiorgio Welby, malato di distrofia e co-presidente dell'associazione Luca Coscioni, a chiedere il distacco del respiratore, prima attraverso un videoappello di Welby al Presidente della Repubblica Giorgio Napolitano (al quale il Presidente risponde) e poi con una serie di azioni giudiziarie e nonviolente (lo sciopero della fame di Cappato durerà 17 giorni), riscuotendo l'attenzione dell'opinione pubblica di tutto il mondo fino ad ottenere il 20 dicembre 2006 l'interruzione delle terapie sotto sedazione con l'assistenza dell'anestesista Mario Riccio e l'avvocato Giuseppe Rossodivita. L'anno successivo un altro malato Giovanni Nuvoli chiede di sospendere la ventilazione artificiale con l'aiuto dell'anestesista radicale Tommaso Ciacca, che sarà però bloccato dalle forze dell'ordine, costringendo Nuvoli a morire dopo 8 giorni di auto-sospensione della nutrizione e idratazione.

### Secondo mandato e l'attivismo civile internazionale

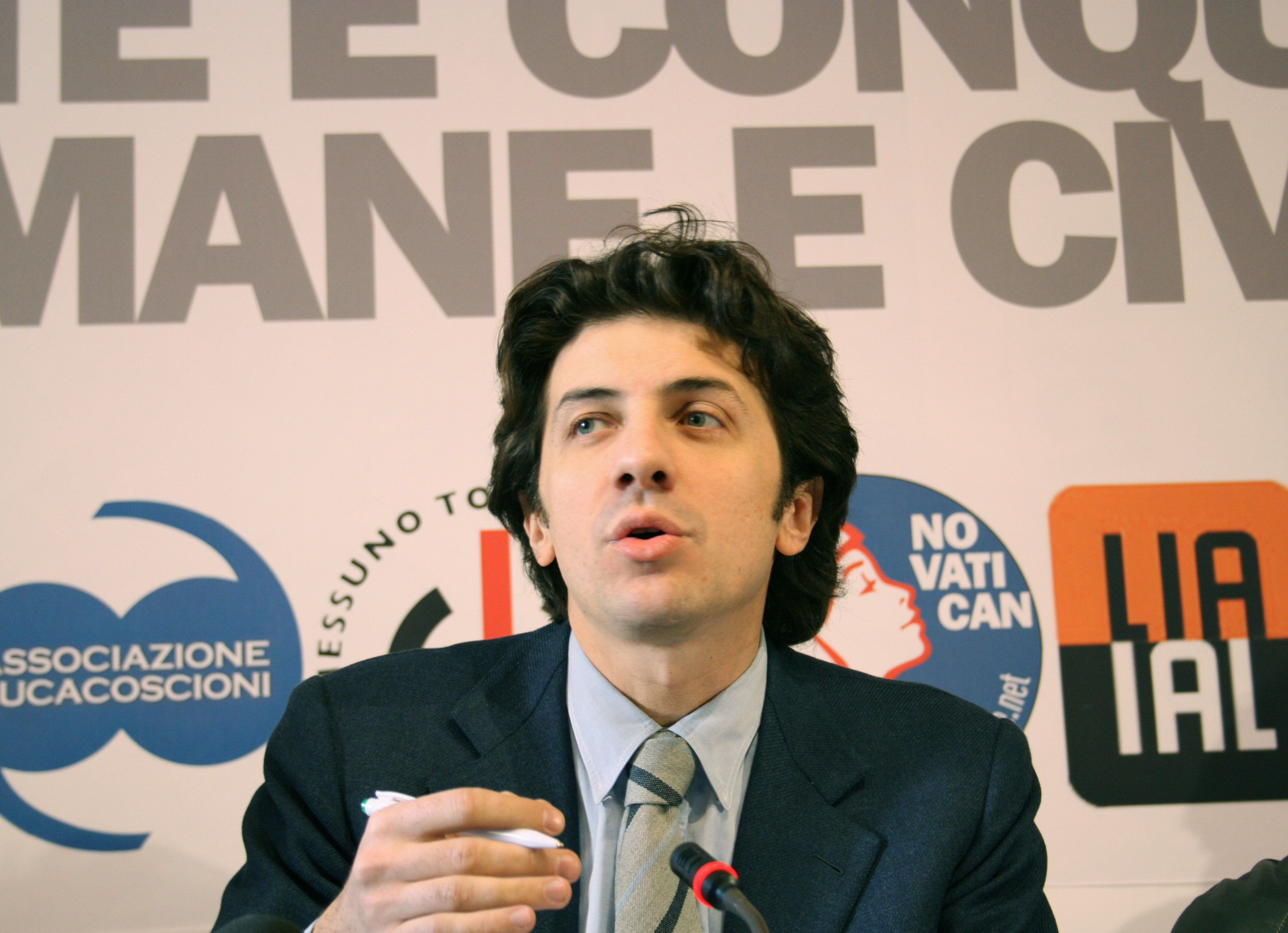
Marco Cappato in una conferenza stampa del 2006

L'8 maggio 2006 si dimette dal Parlamento italiano per tornare a ricoprire le funzioni di europarlamentare, essendo subentrato ad Emma Bonino, dimissionaria in quanto optante per la carica di deputato e ministro italiano. All'europarlamento, s'iscrive al gruppo dell'ALDE. È membro della Commissione per gli affari esteri e della Delegazione per le relazioni con i paesi del Mashrek. Il 18 marzo 2007 manifesta a L'Avana (Cuba) con i suoi compagni assieme alle Damas De Blanco, le mogli dei prigionieri politici.
Il 27 maggio 2007 è arrestato a Mosca mentre era alla testa di una delegazione radicale che, assieme a parlamentari di altri gruppi, voleva consegnare al sindaco Luzhkov una lettera firmata da 50 deputati europei e italiani che sollecitava le autorità ad autorizzare lo svolgimento del Gay pride moscovita. Mentre distribuiscono il volantino col testo della lettera, un gruppo di naziskin li aggredisce violentemente. La polizia russa, anziché proteggere gli aggrediti, provvede ad arrestarli. È scarcerato dopo qualche ora senza processo, benché abbia chiesto di esservi sottoposto al pari dei Radicali moscoviti.

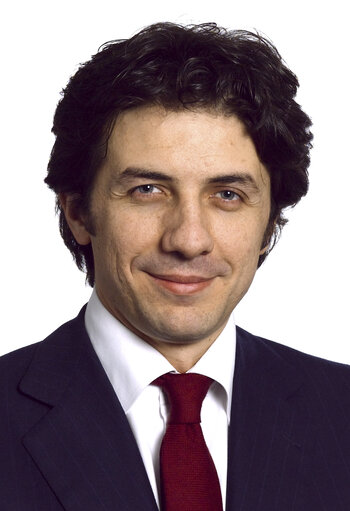
Marco Cappato al Parlamento europeo

Il 19 dicembre 2008 Cappato, insieme ad Antonella Casu (segretario di Radicali Italiani), ed a Sergio D'Elia (segretario di Nessuno Tocchi Caino), presenta denuncia verso il Ministro della salute Maurizio Sacconi, presso la Procura di Roma, per violenza privata ed intimidazioni, in seguito al quale. Il 14 gennaio 2009 ottiene l'approvazione da parte del Parlamento europeo di Strasburgo (con 355 voti a favore e 195 contro) del rapporto sull'accesso ai documenti del Consiglio europeo, del Parlamento europeo e della Commissione europea.
In particolare, sono state approvate le proposte mutuate dall'iniziativa di Radicali Italiani per una anagrafe pubblica degli eletti, contro l'assenteismo degli europarlamentari italiani ed europei. Il 17 gennaio 2009, in seguito alla sua denuncia, la Procura di Roma iscrive il ministro Maurizio Sacconi al registro degli indagati.
A maggio 2009 riceve dal Consiglio europeo, in seguito ad una sua interrogazione parlamentare del marzo 2008, uno studio sul costo dell'attuale dipendenza delle istituzioni europee dalla Microsoft e sull'eventuale risparmio dell'adozione di software libero. Questo risultato porta ad un grande apprezzamento e grande visibilità per Marco Cappato da parte della comunità open source su internet, con articoli di stima che ne accrescono la fama sul web.
Sempre nel maggio 2009 esce Parlorama.eu un rapporto sulle presenze e le attività degli eurodeputati al parlamento europeo nella legislatura 2004-2009, a cura di alcuni funzionari dello stesso parlamento: in questa speciale classifica Marco Cappato risulta uno degli eletti più attivi, essendo giudicato come deputato a 5 stelle, e piazzandosi 28º su 926 eletti per presenze, interrogazioni e proposte di risoluzione.
Nella primavera del 2009, s'è ricandidato al Parlamento europeo per la Lista Emma Bonino, prendendo 23 138 voti di preferenza ma senza essere eletto. A settembre 2009 fonda, con alcuni informatici radicali a Salerno, l'associazione radicale "Agorà Digitale" per la libertà di internet e per le libertà digitali, che si dedica ad attività di civil hacking, diffusione della firma digitale e della posta elettronica certificata, ed altro.

### Formigoni e la campagna Eutanasia legale
Successivamente dopo l'esperienza al Parlamento europeo, Marco Cappato si dedicò anche all'attività politica per la città di Milano e la Regione Lombardia, dove nella primavera del 2010 si candida alla presidenza della Regione Lombardia per la Lista Bonino Pannella per le elezioni regionali lombarde di quell'anno. Il suo partito però non riuscì a raccogliere il numero sufficiente di firme e così la sua candidatura decadde. Causa di questo obiettivo mancato fu, secondo Marco Cappato e i Radicali, lo stato di completa illegalità nelle procedure ufficiali per la raccolta delle firme, che rendono questa operazione quasi irrealizzabile con metodi legali. Cappato e Lorenzo Lipparini, a nome della Lista Pannella, ricorsero contro l'elezione di Roberto Formigoni a Presidente della Regione Lombardia denunciando la falsificazione delle firme a sostegno della candidatura di Formigoni e della sua coalizione. Dopo alterne vicende giudiziarie, decine di presidi e manifestazioni (con l'espulsione a forza di Cappato dal settore del pubblico del Consiglio regionale in occasione della seduta inaugurale nel 2010) e l'accertamento dei falsi da parte del Tribunale civile di Milano il consiglio di Stato annullò l'elezione di Formigoni e di tutto il Consiglio regionale della Lombardia solo il 27 marzo 2015, quando ormai era già stato eletto un nuovo Presidente, Roberto Maroni (LN), e un nuovo Consiglio regionale.
A giugno 2010, diede via insieme ad Edoardo Croci (ex assessore al traffico del Comune di Milano) ed Enrico Fredrighini (consigliere comunale dei Verdi a Milano) ad un comitato referendario per cinque proposte ambientaliste per la città di Milano.
Il 1º maggio 2012 decise di recarsi a Maastricht, nei Paesi Bassi, per compiere un gesto di disobbedienza civile per opporsi alla nuova legge del governo provinciale del Limburgo che proibisce ai non residenti olandesi il consumo di droghe leggere nei coffee-shop.
Nello stesso anno lanciò la campagna Eutanasia legale. Nel maggio 2013 promosse, con l'Associazione Luca Coscioni e altri gruppi, la campagna di raccolta firme per una proposta di legge di iniziativa popolare per la legalizzazione dell'eutanasia, depositata alla Camera dei deputati il 13 settembre 2013 con oltre 67 000 firme. Il 10 dicembre del 2014 fu tra i promotori e protagonisti del "videoappello al Parlamento", insieme a Umberto Veronesi, Roberto Saviano, Emma Bonino, Marco Pannella e Corrado Augias. A settembre 2015 fondò l'Intergruppo parlamentare per la legalizzazione dell'eutanasia e del testamento biologico. Come gesto di disobbedienza civile volto ad ottenere una calendarizzazione sul tema dell'eutanasia in Parlamento, nel dicembre 2015 si autodenunciò per aver aiutato Dominique Velati, malata terminale con un tumore al colon, ad ottenere l'eutanasia.
Il 16 gennaio 2013 annunciò la sua candidatura alla presidenza della regione Lombardia e alla Camera dei deputati per le elezioni politiche e regionali del 24 e 25 febbraio 2013 con la Lista Amnistia Giustizia e Libertà, ma per mancanza delle firme necessarie alla presentazione della lista non si presentò alla competizione elettorale.

### Consigliere della città metropolitana e candidato sindaco di Milano
Nel 2014 diventò consigliere della neonata città metropolitana di Milano per la lista civica Costituente per la Partecipazione, assieme al consigliere comunale di Milano per il PSI, Roberto Biscardini, avendo ottenuto 1.723 preferenze.
Il 29 marzo 2016 durante una conferenza stampa annunciò di volersi candidare a sindaco di Milano alle elezioni amministrative del 5 giugno con una propria lista appoggiata dai Radicali Italiani e sostenuta da Guy Verhofstadt, riuscendo a raccogliere le firme necessarie per presentare la lista Radicali Federalisti Laici Ecologisti e candidandosi così ufficialmente a sindaco di Milano.

### Processi per aiuto al suicidio assistito

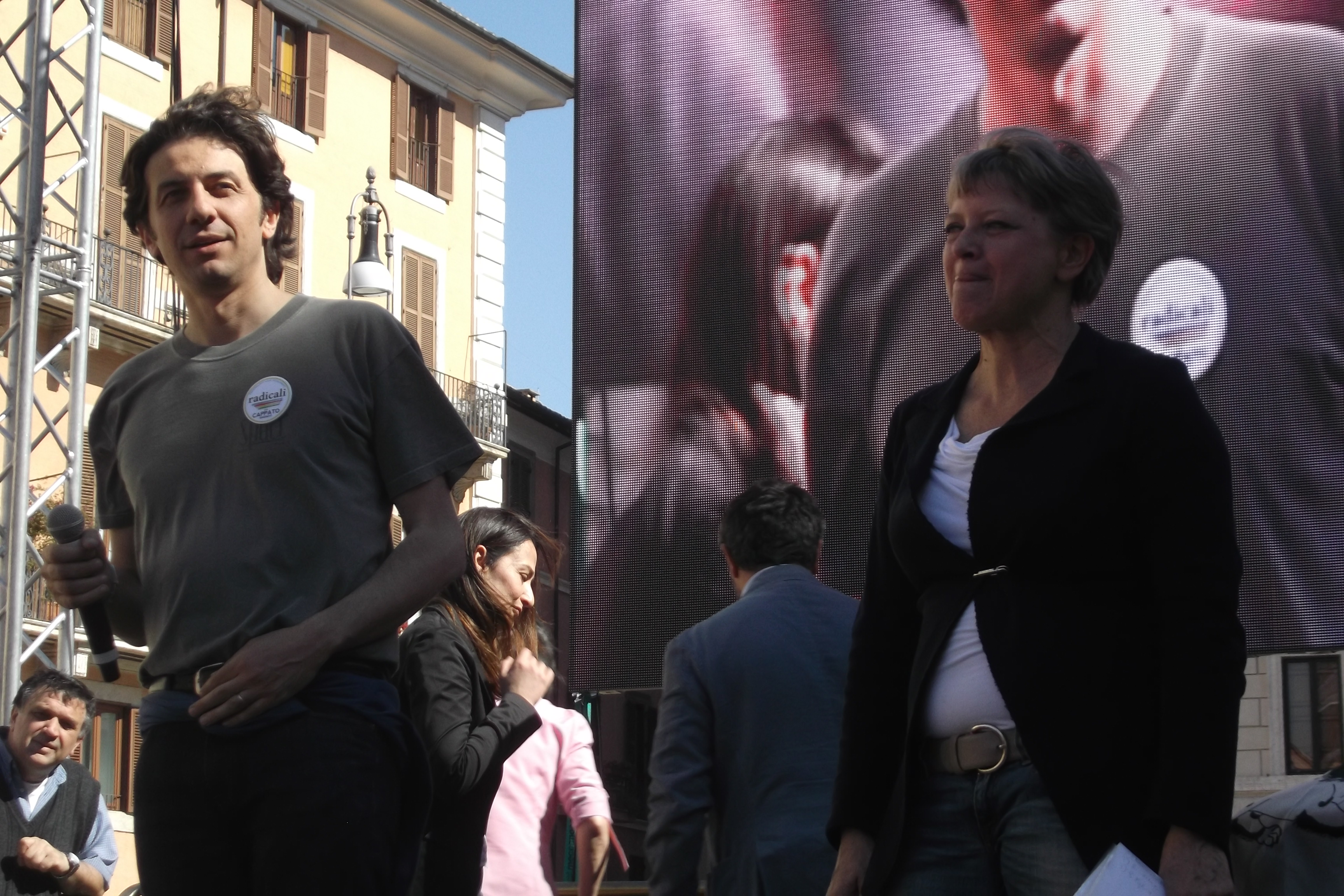
Marco Cappato e Rita Bernardini al funerale di Marco Pannella, 21 maggio 2016.

Nel febbraio 2017 accompagna Fabiano Antoniani, detto Dj Fabo, un uomo rimasto tetraplegico e non vedente in seguito a incidente stradale, da Milano alla Svizzera per l'ottenimento dell'assistenza alla morte volontaria nella clinica Dignitas, dove si pratica il suicidio assistito. Fabiano Antoniani morirà alle 11:40 del 27 febbraio 2017 a Pfäffikon mediante l'autosomministrazione di farmaci letali, così come previsto dalla normativa elvetica.
In seguito al rientro in Italia, si autodenuncia per il reato di cui all'art. 580 c.p., ovvero aiuto al suicidio. La procura di Milano, inizialmente, chiede l'archiviazione dell'attivista, ma il giudice delle indagini preliminari la rifiuta. La Procura nel corso del procedimento ha presentato una memoria per suggerire al giudice di sollevare la questione di legittimità costituzionale dell'art. 580 c.p. nella parte in cui ancora prevede la punibilità di coloro che agevolano l'eutanasia di un soggetto, malato terminale, che ha compiuto consapevolmente la scelta di procedere all'eutanasia ma non è materialmente in grado di compierla da solo, come nel caso di Fabiano Antoniani.
A settembre 2019 Cappato viene dichiarato non punibile, in ragione del fatto che l'eventuale colpevolezza circa il suicidio assistito sia da rimettere alla fattispecie del caso.
Il 23 dicembre 2019 Cappato è stato anche assolto dalla Corte d’Assise di Milano sul "caso dj Fabo" perché il "fatto non sussiste". La Corte ha ripreso la sentenza della Corte costituzionale del settembre 2019.
Il 4 agosto 2022 è stato indagato a Milano per un altro caso di aiuto al suicidio (articolo 580 del codice penale: “Chiunque determina altri al suicidio o rafforza l’altrui proposito di suicidio, ovvero ne agevola in qualsiasi modo l’esecuzione”). Marco Cappato spera apertamente in un esito analogo a quello della vicenda di cinque anni prima, per cui era stato assolto.

### Eumans
Nel 2019 fonda Eumans, movimento paneuropeo di iniziative popolari e nonviolente, che ha tra i suoi obiettivi la difesa dei diritti umani e delle libertà fondamentali, l'affermazione dello Stato di diritto e della democrazia, la protezione, conservazione e ripristino dell'ecosistema e lo sviluppo sostenibile come nonché la promozione di dibattiti scientifici e decisioni istituzionali. 
Il primo Congresso fondativo di Eumans si è tenuto a Varsavia a marzo 2022, durante il quale è stata lanciata l’iniziativa Eukrainenow.eu, che ha raccolto 5mila firme in un giorno per sostenere la richiesta di adesione immediata dell'Ucraina all'UE e la cittadinanza per gli ucraini. Il secondo Congresso di Eumans si è tenuto a Danzica nel marzo 2023.

### LancioStop global warming
Il 23 aprile 2020, in occasione della Giornata della Terra, Cappato lancia, insieme a Monica Frassoni e altri cinque organizzatori da tutta Europa, un'iniziativa civica europea (ICE) contro il riscaldamento globale, chiamata "Stop global warming". L'iniziativa civica europea funziona come una petizione, che al raggiungimento di un milione di firme verrà obbligatoriamente discussa al parlamento europeo. Stop global warming propone un'azione europea per disincentivare l'utilizzo di combustibili fossili. Essa consiste nella tassazione delle emissioni di CO2 per le aziende all'interno dell'unione europea e un adattamento per le merci che vengono prodotte al di fuori dei confini europei.

### Referendum
Nel 2021 è membro dei comitati promotori dei referendum “Eutanasia Legale”, che proponeva di abrogare parzialmente la norma penale che impedisce l’introduzione dell’Eutanasia legale in Italia,  e “Cannabis Legale”, che chiedeva la cancellazione del reato di coltivazione della cannabis. Entrambi i referendum, promossi dall’Associazione Luca Coscioni insieme ad altre organizzazioni, hanno ottenuto una grande partecipazione popolare: oltre un milione e 200mila firme sono state depositate in Cassazione per il referendum sull’eutanasia e 630 mila per quello sulla cannabis legale. Sono stati i primi referendum che è stato possibile sottoscrivere anche tramite firma digitale. Entrambi i quesiti sono però stati bocciati dalla Corte costituzionale perché ritenuti inammissibili.

### Candidatura alla Presidenza della Repubblica
Il 24 gennaio 2022, giorno del primo scrutinio dell'Elezione del Presidente della Repubblica Italiana del 2022, Rossella Muroni, di FacciamoEco, annuncia che voterà, assieme ai suoi altri quattro colleghi di partito, Marco Cappato, che riceverà al primo scrutinio 5 voti e al secondo 4.

### Elezioni politiche del 2022 e suppletive del 2023
A luglio 2022 annuncia che si candiderà alle elezioni politiche, con la Lista Referendum e Democrazia. La lista non sarà ammessa poiché raccoglierà le firme necessarie a presentarsi esclusivamente online tramite SPID (sistema attualmente non ammesso per questo genere di sottoscrizioni) per introdurre questo metodo di sottoscrizione delle liste elettorali già introdotto per la sottoscrizione di referendum e proposte di legge d'iniziativa popolare.
Il 29 luglio 2023 Marco Cappato annuncia la sua candidatura alle elezioni suppletive tenutesi il 22 e 23 ottobre 2023 nel collegio di Monza al Senato, rimasto vacante dopo la morte di Silvio Berlusconi, e dove Cappato viene sconfitto da Adriano Galliani.

## Disobbedienze civili e arresti
Nel corso della sua carriera politica, Marco Cappato ha compiuto diverse azioni di disobbedienza civile ed è stato arrestato diverse volte, spesso in ambiente internazionale.
| Luogo                     | Anno | Episodio |
| ------------------------- | ---- | --- |
| Bruxelles, Belgio         | 1996 | Arresto durante una protesta contro la censura giornalistica |
| Manchester, Gran Bretagna | 2001 | Arresto durante un'azione di disobbedienza civile riguardo al possesso di cannabis |
| Stockport, Gran Bretagna  | 2003 | Arresto durante un'azione di disobbedienza civile riguardo la legalizzazione dei derivati della cannabis |
| Mosca, Russia             | 2007 | Arresto durante un gay pride |
| Maastricht, Paesi Bassi   | 2012 | Disobbedienza civile riguardo al tentativo di acquisto di cannabis, seguita da denuncia da parte di Marco Cappato alla polizia olandese contro la provincia olandese del Limburgo                                  |
| Milano→Svizzera           | 2017 | Disobbedienza civile riguardo al trasporto di Dj Fabo da Milano a Pfäffikon (Svizzera) per l'ottenimento dell'eutanasia, seguita da autodenuncia presso caserma dei Carabinieri di Milano                          |
| Venezia→Svizzera          | 2022 | Disobbedienza civile riguardo all’accompagnamento di Elena, donna veneta malata terminale, a Basilea (Svizzera) per l'ottenimento dell'eutanasia, seguita da autodenuncia presso caserma dei Carabinieri di Milano |